# Ecgfrith av Northumbria

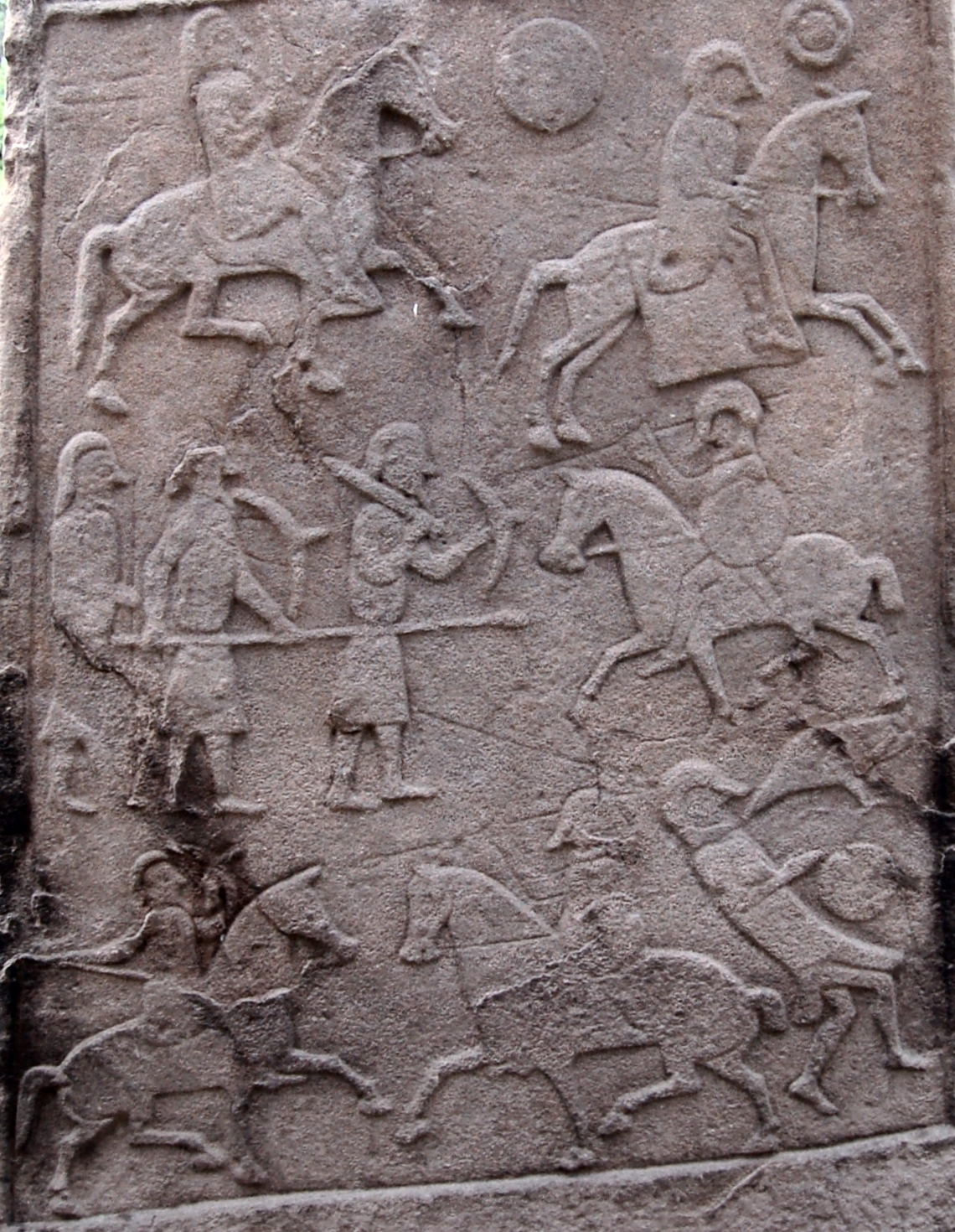
Sten som tros visa slaget vid Dun Nechtain.

Ecgfrith, född omkring 645, död 20 maj 685, var kung av Deira åren 664 till 670, och därefter kung av Northumbria från 670 till sin död 685. Han regerade Northumbria när riket var som mäktigast, men hans tid som regent tog ett katastrofalt slut när han besegrades i slaget vid Nechtansmere, där han dog.